# Marise Chamberlain
Marise Ann Millicent Chamberlain (Christchurch, 5 dicembre 1935 – Christchurch, 5 novembre 2024) è stata una mezzofondista neozelandese, specializzata negli 800 metri piani.

## Biografia
Nel 1962 prese parte ai Giochi dell'Impero e del Commonwealth Britannico aggiudicandosi la medaglia d'argento nelle 880 iarde. Nel 1964 fu medaglia di bronzo negli 800 metri piani ai Giochi olimpici di Tokyo e nel 1966 arrivò sesta nelle 880 iarde ai Giochi dell'Impero e del Commonwealth Britannico.
Il 2 giugno 2003 entrò a far parte in qualità di membro dell'Ordine al merito della Nuova Zelanda

## Palmarès
| Anno | Manifestazione                                   | Sede     | Evento    | Risultato | Prestazione | Note |
| ---- | ------------------------------------------------ | -------- | --------- | --------- | ----------- | ---- |
| 1962 | Giochi dell'Impero e del Commonwealth Britannico | Perth    | 880 iarde | Argento   | 2'05"66     |      |
| 1964 | Giochi olimpici                                  | Tokyo    | 800 m     | Bronzo    | 2'02"8      |      |
| 1966 | Giochi dell'Impero e del Commonwealth Britannico | Kingston | 880 iarde | 6ª        |             |      |